# Елизабета Георгиевска
Елизабета Георгиевска (на македонска литературна норма: Елизабета Ѓоргиевска) е северномакедонска стоматоложка, съпруга на петия президент на Северна Македония Стево Пендаровски.

## Биография
Родена е на 6 май 1972 година в Скопие, тогава в Социалистическа федеративна република Югославия. Завършва Стоматологичния факултет на Скопския университет през март 1996 година. От 1998 прави магистратура в същия факултет и в 2002 година защитава магистърска теза. В 2006 година защигава докторска дисертация. Работи в клиниката за орална хирургия като доброволец в 1997 – 1998 година, а от 1998 година е лекар в Клиниката за детска и превантивна стоматология. В 2002 година полага изпит за специалност. В 2004 година става младши асистент, а в 2006 година асистент в Катдрета по детска ипревантивна стоматология в Скопския университет. От 2008 година доцент, а от 2013 година извънреден професор.
Авторка е на много трудове, сред които и две монографи и съовтор на още три. В периода 2010 – 2014 година е председател на Македонското сдружение по детска и превантивна стоматология. Със Стеван Пендаровски имат син Огнен.